# Telejornal Pirelli
O Telejornal Pirelli foi um telejornal da extinta TV Rio, apresentado por Léo Batista e Heron Domingues. Como o próprio nome diz, foi patrocinado pela fabricante de pneus Pirelli

## História
Telejornal que substituiu o Correspondente Vemag na TV Rio a partir do início de 1961. Era dirigido por Walter Clark e tinha como editor de esportes Armando Nogueira. Apresentado por Léo Batista, que narrava as notícias, e Heron Domingues, que fazia comentários, foi reconhecido na época como o mais importante jornal da televisão por seu enfoque polêmico e vibrante, alcançando grande audiência. Foi dirigido por Walter Clark até 1966, quando mudou-se para a TV Globo Rio e ficou no ar até 1970, já com a apresentação de Maria Cláudia e Sérgio Roberto.

## Referência
- https://web.archive.org/web/20100726124222/http://www.museudatv.com.br/historiadasemissoras/tvrio.htm
- http://www.telehistoria.com.br/canais/jornalisticos/SeuCanal.asp?idEmissora=63&idConfiguracao=3510#17380